# 图普乌勒济图
图普乌勒济图（19世纪？—1897年），博尔济吉特氏，蒙古族，哲里木盟郭尔罗斯前旗（今吉林省前郭尔罗斯蒙古族自治县）人，是成吉思汗仲弟哈布图哈萨尔的后代，郭尔罗斯前旗札萨克辅国公。人称“公太爷”。

## 生平
清朝同治九年（1870年），袭郭尔罗斯前旗扎萨克辅国公。
图普乌勒济图有四个儿子，他很喜爱第四子（人称包四爷）。包四爷自幼聪明，图普乌勒济图每日派专人侍奉，培养喇嘛生活习惯。包四爷五岁时，被内蒙古归化城的寺院认定为“博格都”活佛。（“博格都”意为“圣人”，“博格都”活佛比普通活佛大一级，又称转世活佛。）光绪五年，包四爷十四岁因痨病（肺结核），未及到寺坐床便在家中病逝。图普乌勒济图十分悲痛，饮食顿减。图普乌勒济图指令郭尔罗斯前旗各庙喇嘛致哀，举办隆重的丧事，还在阿拉街庙下殿后面建了一座灵庙，称为“遗骨庙”，供奉包四爷的遗体。图普乌勒济图命人请来外地的医生，采用西藏藏传佛教葬仪处理遗体，剖除内脏，用药粉和香料加以防腐处理后缝合，使遗体结跏趺坐，身上涂香泥后刷金，颈部和腰部佩金链玉珠，最后把遗体放进密封玻璃柜，供入遗骨庙。遗骨庙共三间，采用藏式寺庙建筑风格，方石表砖砌成，蓝琉璃瓦顶，外墙涂红色，镶边为黄色，内壁涂白色。庙院内花木掩映，碧水环绕。盛有遗体的密封玻璃柜放在正房内一个特制的高大木架上。遗骨庙内有数名喇嘛。本旗和外旗的许多蒙古族民众都来此进香。
清朝光绪廿三年（1897年），图普乌勒济图病逝。其长子阿玛尔浩毕图又在患精神病，遂由理藩院奏请阿玛尔浩毕图之子齐默特色木丕勒袭其祖父的扎萨克辅国公爵位。

## 家庭
- 父：阿勒坦鄂齐尔，人称“祖公太爷”，道光二年袭扎萨克辅国公之职。为四兄弟中的长兄。
- 二叔：自幼出家当喇嘛，无后代。
- 三叔：人称“三太爷”。
- 四叔：伯彦阿拉德尔希乎，人称“老四太爷”。
- 二弟：自幼出家当喇嘛，曾在葛根庙学习，获得“道如木”学位，人称“道如木喇嘛”。
- 三弟：阿拉街庙的管家喇嘛，人称“尚斯都喇嘛”。
- 四弟：特博图，人称“小四太爷”。特博图之子去世较早，有一孙子名叫旺齐格，人称“王少爷”。
- 长子：阿玛尔浩毕图（阿木尔皓毕图），因患精神病，未能按序接袭扎萨克辅国公位。
  - 长孙：齐默特色木丕勒，阿玛尔浩毕图的长子。光绪廿三年袭扎萨克辅国公。
- 次子：阿拉街庙的前活佛。
- 三子：阿穆尔沁格勒图，人称“包三爷”，阿拉街庙扎萨克喇嘛。
- 四子：人称“包四爷”，自幼被内蒙古归化城的寺院认定为博格都活佛。
- 长女：因病早逝。
- 二女：嫁给敖汉旗王家。自幼在辅国公府内学习，会作诗写文。但容貌稍差。嫁入敖汉旗王家后，被婆家轻视，常遭丈夫虐待殴打。
- 三女：嫁给喀喇沁旗王家。夫妻关系不睦。丈夫身材矮小，相貌丑陋，生性懦弱，办事无能。她瞧不起丈夫，每次闹翻后，都回娘家辅国公府长住，其丈夫因无法接回她，也就常年住在岳家。日久她忧郁成疾，死在辅国公府。[2]